# ダブル・フェイス
『ダブル・フェイス』は、細野不二彦の漫画。2003年から2011年まで『ビッグコミック』（小学館）にて連載された。単行本は全24巻（小学館ビッグコミックス）。累計発行部数は100万部を突破した。

## 概要
普段は金融会社の平社員だが、実は裏社会に絶対的な力を持つ主人公が、善良な市民を救い悪人を懲らしめる、現代社会と勧善懲悪をテーマに描いた作品。
奇術をテーマにしているのもこの作品の特徴の一つである。Dr.WHOOはプロマジシャンでもあり、時として人を懲らしめるトリックに奇術的手法が用いられるなど、要所要所で奇術に関する説明が織り込まれている。

## あらすじ
街角の小さな街金融『月影ファイナンス』に勤める春居筆美は、気弱で押しも弱く今日も取引相手にすら馬鹿にされるダメな営業平社員。手品好きが高じて職場で下手な手品を披露しては上司には小突かれ、同僚にはからかわれ、挙句に新入女子社員には同情される日々。更に、貧乏の子沢山で生活にも汲々としているらしい。
しかし、彼にはもう一つの顔があった。実は春居は、『月影ファイナンス』の影のオーナーである魔術師・Dr.WHOOでもあった。彼は、悪党に騙され、苦しめられている弱者を救うべく、得意の手品を駆使して悪党に制裁を加えるのだった。

## 登場人物

### 主人公
春居 筆美（はるい ふでみ）
『月影ファイナンス』の社長であるが、後述のDr.WHOOとしての活動をしやすくするために表向きは営業平社員としている。
背中まである長髪をひとつにまとめ、眼鏡をかけている。見かけどおりのお人好しな性格が目立ち、取り立てを度々しくじる。
人並みな義侠心を持つもヘタレなためにトラブルに巻き込まれるとからっきしで、客が巻き込まれているトラブルに首を突っ込んでは自身も被害に遭うことが多々ある。
世の悪や不正を負債と捉え、その清算を行う。名前は、脱出マジックの巨匠ハリー・フーディーニをもじったものである様子。
春居でいるときとDr.WHOOでいるときでは性格や頭の回転率も違うらしく、本人はそのことを少し気にしている。
表向きは、既婚者で3人の子供がいるということになっており月影ファイナンスの同僚には家族の写真をよく見せているが、実際は金銭で雇った母子家庭から提供されたダミーである。
Dr.WHOO（ドクター・フー）
春居のもう一つの顔。善良な市民が悪人から受けた不利益を「不良債権」と呼び、法や司法では裁けない債権を回収すること、つまり悪党を懲らしめる活動を行っている。不利益に金銭的トラブルが含まれる場合、加害者から被害相当の金額を取り戻し被害者に還元することもある。それらの場合も含め、Dr.WHOOの主な仕置き方法は加害者に自業自得な恐ろしい幻＝イリュージョンを見せることである。この幻はマジックによって実現し、実際には起こりえないことを加害者に現実に起きていると思い込ませることができる。加害者にとって幻の中で起きたことは自身の罪から生じた帰結であり、その恐怖体験はトラウマとなり同じ罪を二度と犯すことができなくなる。
それ以外にも、現実的に起こりえないことを手品で実現する手法に長けており、自身の所属していた組織・黒淵機関ではかつて「魔術師」というコードネームで呼ばれていた。現在でも裏社会において黒淵機関の名と共にDr.WHOOは恐れられている。また、インターネット上では正義の味方としてDr.WHOOを呼ぶ方法が都市伝説で流れている。
Dr.WHOOはこれらイリュージョンを実現させるための高度技術（錠開け、ツボの刺激を利用した対人用の催眠術、変装など）を数多く持っている。また、プロのマジシャンとしての技術も持ち合わせており、実際にステージでマジックを披露したこともある。
本名：北大路冬彦。13年前、深島銀行ニューヨーク支店に勤務中、同僚がニューヨークマフィアのドンの隠し資金を焦げ付かせたため、当時ニューヨーク支店長だった柳原によって3000万ドルに上る横領事件をでっち上げられ、有罪となり、シエラネバダ刑務所に収監される。その後、替え玉を使い脱獄（その時の替え玉の名前が「虎海宝（ふー・はいぱお）」という医者（＝Dr.フー）だった）、黒淵深海の下でDr.WHOOとして活動する。

### 株式会社 月影ファイナンス
都心に店舗を構える、堅実経営が謳い文句の消費者金融会社。表向きは月影グループ傘下となっている。ただ、その背後関係は要として知れず、社員の間でも様々な噂が囁かれている。
小泉 じゅん（こいずみ －）
本作のヒロイン。窓口嬢。天然ボケで騙されやすい性格故に「日本一騙されやすい女」と言われているが、昔は大手金融機関のシステム部門でソフトウェア開発に携わっていたこともあり、ハッキングで犯罪に使用されたPCの位置を特定するなど情報処理関連に強く、独力で会社の業務システムをバージョンアップしている。純真過ぎて他愛なく騙されることから、春居のネタにいつも一人拍手喝采。反面、直感や観察力が鋭く、どうにも利益優先とは言い難い『月影ファイナンス』を怪しみ、そのバックを知りたがっているが、その度春居にはぐらかされている。カエル好きで携帯電話の待ち受け画像もペットの「ベルちゃん（ベルツノガエル）」。
巣鴨（すがも）
店長。近辺の同業者や春居を初めとする社員の成績・性格にストレスを感じ続け、脱毛を気にしているが、実は春居の部下であり、支店の中で唯一春居＝Dr.WHOOがオーナーであることを知る人物。古くから街金業界で生きてきただけに業界に詳しく顔も広いが、自身の生活さえ安寧なら多くは望まないタイプでもあるため、必ずしも利益優先では無い会社に居心地の良さを感じて居る様子。難しい客には自ら応対し、自己裁量で融資するなど、「客あってこその商売」を身を以って示している。
赤坂（あかさか）
大柄で太め、短足で声が大きく威張りん坊。強くて渋い男に憧れているが、零細金融の店長代理が精一杯。しかし金融マンならではの特技を持つ。女性関係にはマメで、しばしば風俗関係の客も多い『月影ファイナンス』では彼女らの巻き込まれたトラブルに介入し、裏技ともいえる様々な手管を駆使して借金を完済できるよう心掛けている。そのドスの利いた風体でヤクザ絡みのトラブルでも一歩も引かない所は、女性客からも信頼されていて、「年季の入ったお姉さん」客にファンも多い様子。
青山 ネネ（あおやま ねね）
窓口嬢。茶髪と口ぼくろが特徴。勝気な性格で、白黒はっきり付ける姉御肌。金融業界や社内の事情に精通する他、なぜか手品にも詳しい。ギャンブル好きで、会社でも競馬新聞と赤鉛筆を手放した事がない等、やや金銭面でクリーンさに欠けるが、実は結構真面目で貯蓄が凄いらしい。幼少時のトラウマの反動から、男勝りでオヤジ臭い言動があり、滞納客にべらんめえ口調で啖呵を切る事もあるが、勤務態度はそれなりに良い。
茅場 頂一（かやば ちょういち）
小柄で出っ歯、几帳面でこざっぱりした恰好をしている。ネットオークションが最大の趣味かつ支出源で、そのためには大枚の金を平気ではたくなど、独身貴族でややオタク気質な所がある。インターネット上の方々とのコミュニティにも顔が利き、噂や口コミ情報の収集が得意。洋菓子にも詳しく、営業周りついでの名店巡りも好き。業務面では着々と数をこなすタイプで、先輩である赤阪には頭が上がらないながら、業務態度は真面目で堅実と、金融業営業マンとしての誇りを持っている様子。

### Dr.WHOOを取り巻く人物
九屈美術工芸舎・九屈一家（くぐつ）
テレビなどで使用する小道具・大道具製造会社。家族で経営。Dr.WHOO（春居）に救われて以来、彼の奇術の手伝いをするようになる。やや芸術家気質のため過去に経営不振に陥った他、Dr.WHOOの依頼で製作した「作品」に凝り過ぎる面もあるが、期日を守るためなら徹夜も辞さない職人集団である。ただDr.WHOOと春居が同一人物である事は知らない。Dr.WHOOとは「一千万円を融資する代わりに、Dr.WHOOの大道具・小道具を製作すること、すべての仕事よりDr.WHOOの依頼を優先すること、秘密厳守」という契約を交わし、春居とはその返済金を受け取る関係にある。同家の一人息子・勇希はDr.WHOOに対して強い憧れを持っており、日々手品の練習をしている。
ロベール山田（－やまだ）
奇術師。高度な手品を見せるカクテルバー『Bar Houdan』を経営している。ただこのバーそのものが普段より隠されているため、常連客がどうやってこの店に集まるのかは不明だが、繁盛している様子で、近くに警察署もあるため、勤務あけの婦警がくだを巻いていることも。おちゃらけた人物で、手品で人を驚かせる事が大好き。時々養護施設の慰問手品ショーなども行っている。Dr.WHOOが春居と同一人物である事を知る数少ない人物で、しばしばDr.WHOOが手掛ける事件に場を提供している。
もと黒淵機関員。黒淵深海の側近であった模様。

### 黒淵機関
詳細は語られていないが、黒淵深海を中心として動いていたとされる組織。クロブチライブラリーという裏社会情報のデータベースを有している。現在は5人の機関員が主立って活動しており、Dr.WHOOもその機関員の1人である。
黒淵 深海（くろぶち しんかい）
日本政経界のフィクサーだった男で、既に他界しているらしい。月影グループ設立と深い関わりがあるらしく、業界が月影に一目置く理由になっている。かつては「黒淵機関」として、政治の裏舞台で様々な工作を仕掛けていたことが伺われる台詞が作中に上がっている。
ジャンヌ
夜な夜な新宿の路地で占いを営む美女。実は黒淵機関機関員の1人で、現在のクロブチライブラリーの管理者。占いの仕事を通じて、人脈の広さで情報収集をしている。タロットで辻占いをする他、香を使って人を操る術を使う。趣味はフリークライミングで運動神経も良いため、たびたびDr.WHOOと共同で作戦を実行している。
カチョー
くたびれた中年サラリーマン風の男。黒淵機関機関員の一人。長日部という名前でふらち野市の課長として勤務している模様（「長日部課長」は回文となっている）。
無法松
黒淵機関員。ずんぐりむっくりの中年男性。過去に一家心中に巻き込まれた経験がある様子。
レオン
黒淵機関員。かつては総合格闘技の格闘家だった。所属していた団体が独立する際、バックについていた暴力団とトラブルとなり、殺されそうになったところを黒淵が救った。その後、黒淵のボディーガードを3年務め、黒淵機関員となった。本名は馳川公彦

### 政党関係
柳原愛彦（やなぎはら　なるひこ）
もと深島銀行ニューヨーク支店長。現立憲民政党幹事長代理。ニューヨーク支店長時代の部下だった北大路に横領の嫌疑を着せて有罪にし、その恩を盾に部下だった高瀬川清人（ニューヨークマフィアのドンの口座資金を焦げ付かせた張本人だった）の父、高瀬川権造の秘書となった。その後、高瀬川の引退を受け立憲民政党から出馬。幹事長代理にまでなる。点心作りが趣味。
高瀬川権造
かつては「衆議院の毒マムシ」、「寝業師」とも呼ばれた金権政治家だった。引退後、脳梗塞を患い介護老人となった。現在は無認可の老人ホームに入所している模様。

### シラフジ会
柳原が理事を務める団体。超一流大学の大学生に奨学金を交付し、支援している団体。目的は将来国家を動かす優秀な人材確保と謳われているが、その実、人材として柳原の意のままに動く人間を各界に配備することを目的として柳原が作り上げた団体。
高瀬川清人
もと深島銀行ニューヨーク支店勤務。権造の嫡男。深島銀行ニューヨーク支店勤務中、ニューヨークマフィアのドンの為替資金を焦げ付かせた人物。柳原が深島銀行を辞め、国会議員となったのち柳原が設立したシラフジ会の理事長となった。

### 北大路冬彦の親族
南丘静江
旧姓、北大路。冬彦のかつての妻。良家の出身。冬彦がシエラネバダ刑務所に収監されたのちも離婚しなかったが、夏彦の小学校進学を契機に離婚。その後、深島銀行時代の部下だった縁から柳原が秘書兼愛人として迎える。その結果、柳原議員事務所の金庫番と呼ばれる地位にまで上り詰め、柳原の片腕ともいえる存在となる。
南丘夏彦
旧姓、北大路。冬彦の息子。シラフジ会から奨学金を受けている大学生。